# 沖縄県道36号線
沖縄県道36号線（おきなわけんどう36ごうせん）は沖縄県沖縄市池原とうるま市前原とを結ぶ一般県道である。

## 概要

### 区間
- 起点
  - 現道：沖縄市池原（国道329号）
  - バイパス：沖縄市登川（国道329号、沖縄自動車道沖縄北インターチェンジ）
- 終点
  - 現道：うるま市字前原（沖縄県道85号沖縄環状線）
  - バイパス：うるま市豊原（沖縄県道33号具志川沖縄線）
- 総延長・10.97km（2009年）
- 実延長・10.34km（2009年）

### 通過自治体
- 沖縄市－うるま市

### 交差する路線
- 国道329号（起点）
- 国道331号（起点・国道329号と重複）
- 沖縄自動車道沖縄北インターチェンジ（バイパス起点）
- 沖縄県道224号具志川環状線（現道・うるま市兼箇段、バイパス・沖縄市登川、うるま市喜屋武）
- 沖縄県道75号沖縄石川線（うるま市喜屋武）
- 沖縄県道16号線（現道・うるま市豊原 - 高江洲、バイパス・うるま市塩屋）
- 沖縄県道33号具志川沖縄線（バイパス終点）
- 沖縄県道85号沖縄環状線（現道終点）

### 重複路線
（いずれも現道のみ）
- 沖縄県道75号沖縄石川線（うるま市喜屋武）
- 沖縄県道16号線（うるま市豊原 - 高江洲）

### 橋梁
- なかきす大橋（560m、バイパス）

### 路線バス
沖縄市循環バスの北部ルートがバイパス起点付近の沖縄市登川の一部区間のみ乗り入れている。それ以外の区間には乗り入れてない。

## 歴史・特徴
- 1953年（昭和28年）に美里村（現沖縄市）池原 - 具志川村（現うるま市）喜屋武間を琉球政府道池間平良川線、同村高江洲 - 幸崎間を琉球政府道高江洲幸崎線として指定。
- 1959年（昭和34年）に池間平良川線と高江洲幸崎線が統合、具志川村（現うるま市）喜屋武 - 豊原の村道を昇格し琉球政府道36号線となる。
- 1972年（昭和47年）の本土復帰と同時に政府道36号線が県道36号線となる。
- 2011年（平成23年）12月17日にうるま市喜仲－豊原の1.9kmの開通で沖縄市登川の沖縄北インターチェンジ前からを起点とするバイパス区間が全線開通。
- この路線は全線にわたって道幅が小さく道路状況があまりよくないため、現道に替わるバイパスを整備。1990年代にバイパス起点の沖縄市登川 - うるま市喜屋武まで開通し、残りの区間である同市喜屋武 - 終点の豊原の1.9kmが2011年12月に開通し全線開通。これで沖縄自動車道からうるま市（特に中城湾港）方面のアクセスが便利になる。